# Kim Newman
Kim Newman (Londra, 31 luglio 1959) è un giornalista, critico cinematografico e scrittore inglese.

## Biografia
Nato a Londra, cresce ad Aller, nel Somerset. Studia letteratura inglese all'University del Sussex. Nel 1980 si trasferisce a Londra.
Affermatosi come critico cinematografico, specializzato nel genere horror e fantastico, nel 1985 pubblica il suo primo saggio, Ghastly Beyond Belief: The Science Fiction and Fantasy Book of Quotations, con Neil Gaiman, seguito lo stesso anno da Nightmare Movies: A critical history of the horror film, 1968-88. Con il successivo Horror: 100 Best Books (1988), curato con Stephen Jones, vince il Premio Bram Stoker.
Nel 1989 pubblica il primo romanzo, The Night Mayor. Lo stesso anno inizia a pubblicare per la Games Workshop, con lo pseudonimo Jack Yeovil, una serie di romanzi ambientati negli scenari dei wargames Warhammer e Dark Future.
Nel 1992 pubblica Anno Dracula, primo romanzo di una serie che mescola vampiri, storia alternativa e personaggi storici e letterari del XIX secolo, a cui seguono due romanzi, ambientati l'uno durante la prima guerra mondiale (Il barone sanguinario) e l'altro negli anni cinquanta (Dracula Cha Cha Cha), e svariati racconti.
Scrive regolarmente per le riviste britanniche Empire e Sight & Sound e pubblica saggi per il British Film Institute. Attualmente è impegnato nella stesura del quarto capitolo della saga di Anno Dracula (il cui titolo sembra essere Johnny Alucard).

## Opere

### Narrativa

#### Romanzi
- The Night Mayor (1989)
- Bad Dreams (1990)
- Jago (1991)
- The Quorum (1994)
- Back in the USSA (1997) (con Eugene Byrne)
- Life's Lottery (1999)
- Time and Relative (2001)

##### Serie Anno Dracula
- Anno Dracula (Anno Dracula) (1992) Fanucci, 1995 ISBN 88-347-0442-8
- Il barone sanguinario (The Bloody Red Baron) (1995) Fanucci, 1998 ISBN 88-347-0585-8
- Dracula Cha Cha Cha (Dracula Cha Cha Cha o Judgement of Tears: Anno Dracula 1959) (1998) Mondadori, 2008. Urania 1538

##### Con lo pseudonimo Jack Yeovil
- Orgy of the Blood Parasites (1994)
- Warhammer
  - Drachenfels (Drachenfels) (1989) Hobby & Work, 2005 ISBN 88-7851-082-3
  - Beasts in Velvet (1991)
  - Genevieve. La dama immortale (Genevieve Undead) (1993) Hobby & Work, 2005 ISBN 88-7851-166-8
  - Artigli d'argento Silver Nails (2002) (racconti) Hobby & Work, 2006 ISBN ISBN 88-7851-184-6
  - The Vampire Genevieve (2005) (raccolta dei quattro precedenti volumi)
- Dark Future
  - Krokodil Tears (1990)
  - Demon Download (1990)
  - Comeback Tour (1991)
  - Route 666 (1994)

#### Antologie di racconti
- The Original Dr. Shade and Other Stories (1994)
- Famous Monsters (1995)
- Seven Stars (2000)
- Unforgivable Stories (2000)
- The Man from the Diogenes Club (2006)
- Secret Files of the Diogenes Club (2007)

### Saggistica
- Ghastly Beyond Belief: The Science Fiction and Fantasy Book of Quotations (1985) (con Neil Gaiman)
- Nightmare Movies: A critical history of the horror film, 1968-88 (1985)
- Horror: 100 Best Books (1988) (con Stephen Jones)
- Wild West Movies: Or How the West Was Found, Won, Lost, Lied About, Filmed and Forgotten (1990)
- BFI Companion to Horror (1996)
- Millennium Movies: End of the World Cinema  (1999)
- Cat People (1999)
- Apocalypse Movies: End of the World Cinema (2000)
- Science Fiction/Horror Sight and Sound Reader (2001)
- Horror: Another 100 Best Books (2005) (con Stephen Jones)
- Horror: The Complete Guide to the Cinema of Fear (2005) (con James Marriott)
- Doctor Who (2005)